# Wybory parlamentarne w Polsce w 1957 roku
Wybory parlamentarne w Polsce w 1957 roku – wybory do Sejmu PRL, które zostały przeprowadzone 20 stycznia 1957. Pozorowana demokracja w rzeczywistości ograniczona była do możliwości poparcia lub nie kandydatów wskazanych przez związany z komunistyczną władzą Front Jedności Narodu. Mandaty w Sejmie otrzymały więc jedynie organizacje do niego należące: PZPR (w większości), pozostałe koncesjonowane partie (ZSL i SD), a także kilkadziesiąt osób bezpartyjnych (w tym kilka reprezentujących organizację Znak). Ze względu na skład komisji wyborczych powoływanych w całości przez komunistów nie ma żadnych wiarygodnych danych na temat frekwencji czy wyników głosowania. Internowany prymas Stefan Wyszyński został zwolniony 28 października 1956 i wezwał naród do wzięcia udziału w wyborach styczniowych 1957. Frekwencję 95% zatwierdziło Biuro Polityczne KC PZPR.

## Oficjalne wyniki głosowania i wyniki wyborów
Frekwencja w wyborach do Sejmu wyniosła 94,1%, czyli głosowało 16 892 tys. uprawnionych, głosów ważnych było 16 833 tys.

### Podział mandatów
|  | Ugrupowanie                          | Mandaty | % mandatów |
|  | ------------------------------------ | ------- | ---------- |
|  | Polska Zjednoczona Partia Robotnicza | 241     | 52,4%      |
|  | Zjednoczone Stronnictwo Ludowe       | 118     | 25,6%      |
|  | Stronnictwo Demokratyczne            | 39      | 8,5%       |
|  | Znak                                 | 5       | 1,1%       |
|  | Niestowarzyszeni                     | 56      | 12,2%      |

## Druga tura głosowania
W czasie głosowania Jan Antoniszczak z PZPR, który kandydował z trzeciej pozycji listy FJN w trzymandatowym okręgu nr 37 z siedzibą w Nowym Sączu, nie uzyskał wymaganej bezwzględnej większości jako jeden z kandydatów ubiegających się o funkcję posła z tzw. miejsca mandatowego, co było jedynym takim przypadkiem w historii PRL. 17 marca 1957 odbyła się tam więc druga tura głosowania. Zwyciężył w niej Zbigniew Gertych, pokonując Tadeusza Hodakowskiego.